# Біанкі Валентина Львівна
Валентина Львівна Біа́нкі, у шлюбі Фабіан (нар. 1839, Вільно — пом. 11 березня 1884, Кандава) — російська оперна співачка (драматичне сопрано).

## Біографія
Народилася 1839 року в місті Вільно (тепер Вільнюс, Литва). За походженням італійка. 1855 року закінчила Паризьку консерваторію (клас Джованні Бордоньї і Луї Ревіаля).
Дебютувала в Парижі, протягом 1855—1861 років співала у Франкфурті-на-Майні, Берліні, Шверіні та інших містах. Протягом 1862—1865 — солістка Маріїнської опери в Санкт-Петербурзі, протягом 1865—1867 років — Большого театру в Москві. У 1867—1869 роках співала в Київській опері. Була членом-виконавцем Київського відділення Російського музичного товариства. З 1870 року виступала з концертами.
Померла 28 лютого [11 березня] 1884 року в місті Кандаві.

## Творчість
Виконала партії:
- Одарка («Запорожець за Дунаєм» Семена Гулака-Артемовського);
- Юдита ( «Юдита» Олександра Сєрова, перше виконання);
- Наташа («Русалка» Олександра Даргомижського);
- Горислава («Руслан і Людмила» Михайла Глінки);
- Антоніда («Життя за царя» Михайла Глінки, перше виконання в Києві);
- Валетина («Гугеноти» Джакомо Меєрбера);
- Норма («Норма» Вінченцо Белліні);
- Лючія («Лючія ді Ламмермур» Гаетано Доніцетті);
- Ізбоана («Діти степів, або Українські цигани» Антона Рубінштейна).

Виступала в концертах, виконуючи переважно твори російських композиторів. 
Авторка кількох романсів на тексти російських поетів.